# Макаровская Горка
Макаровская Горка — опустевшая деревня в Лихославльском районе Тверской области.

## География
Находится в центральной части Тверской области на расстоянии приблизительно 42 км на север-северо-восток по прямой от районного центра города Лихославль.

## История
Деревня была отмечена как Горки ещё на карте Менде, состояние местности на которой соответствует 1848 году. В 1859 году здесь (деревня Вышневолоцкого уезда) было учтено 8 дворов. На карте 1941 года показана как поселение с 43 дворами. До 2021 деревня входила в Толмачёвское сельское поселение Лихославльского района до его упразднения.

## Население
Численность населения: 84 человека (1859 год), около 20 (1982), 0 как в 2002 году, так и в 2010.